# 湖南道县及周边地区文革大屠杀机密档案
《湖南道县及周边地区文革大屠杀机密档案》，是一套记录中国湖南省道县及周边地区文革屠杀事件（1967年）的档案资料，包含中国共产党官方于1980年代关于该屠杀事件的内部调查报告，于2017年由国史出版社在美国出版发行。该档案由程鹤主编、文革史学家宋永毅协编，全书近20万字。

## 背景及简介
1967年，文化大革命期间，湖南省道县及周边地区爆发屠杀事件，共造成9000余人死亡。1980年代，拨乱反正时期，道县事件的受害者获得中共中央平反，该事件被定性为“冤假错案”。
《湖南道县及周边地区文革大屠杀机密档案》收录了中共官方于1980年代关于该屠杀事件的内部调查报告、处理文革遗留问题（“处遗”）的结论等，比如《道县县委关于处理“文革”杀人问题的总结报告》，具有较高的史料价值、是研究中国文革大屠杀的典型样本。官方档案由程鹤提供，由文革史学家宋永毅协助汇编，于2017年由国史出版社在美国出版，全书共289页、近20万字。